# Burbure
Burbure – miejscowość i gmina we Francji, w regionie Hauts-de-France, w departamencie Pas-de-Calais.
Według danych na rok 1999 gminę zamieszkiwało 2840 osób, a gęstość zaludnienia wynosiła 513 osób/km² (wśród 1549 gmin regionu Nord-Pas-de-Calais Burbure plasuje się na 283. miejscu pod względem liczby ludności, natomiast pod względem powierzchni na miejscu 633.).